# Анна Всеволодівна (княгиня турівська)
Анна Всеволодівна — дочка Всеволода Давидовича, князя Городенського. У 1144 році одружена з Юрієм Ярославичем, згодом князем Турівським. В 1190 році ще була жива, оскільки була присутня (разом зі своїм зятем — князем Рюриком Ростиславичем) на весіллі свого молодшого сина Ярополка Юрійовича.

## Діти
- Іван Юрійович — князь Турівський
- Святополк Юрійович — князь Турівський
- Ярослав Юрійович Пінський — князь Пінський
- Гліб Юрійович — князь Турівський
- Ярополк Юрійович — князь Пінський
- Анна Юріївна, одружена з Рюриком Ростиславичем
- Малфріда Юріївна, одружена з Всеволодом Ярославичем, князем Луцьким.